# Estación Pelicura
Pelicura es una estación de ferrocarril ubicada en el paraje rural homónimo, Partido de Tornquist, Provincia de Buenos Aires, Argentina.

## Servicios
Pertenece al Ferrocarril General Roca en su ramal entre Darregueira hasta Bahía Blanca.
No presta servicios de pasajeros desde 1978, sin embargo, por sus vías corren trenes de carga a cargo de la empresa Ferroexpreso Pampeano.